# جاك رايدر
جاك رايدر (بالإنجليزية: Frederick Bushnell "Jack" Ryder)‏ هو كاتب حول الرياضة وصحفي أمريكي، ولد في 16 نوفمبر 1871 في أوبرلين في الولايات المتحدة، وتوفي في 5 يونيو 1936 في سينسيناتي في الولايات المتحدة.